# Звезди по обяд
„Звезди по обяд“ (на френски: Les Étoiles de midi) е френски документален филм от 1959 година, разказващ за живота и приключенията на алпинистите.

## Сюжет и продукция
Тази документална лента е посветена на живота на реални алпинисти, които взимат участие във филма. Заснет е по време на тяхна среща в Шамони, Франция, където всеки от тях разказва за приключенията си.

## Номинации
- Номинация за „Златна мечка“ за най-добър филм на Международния кинофестивал в Берлин през 1959 г.[2]